# Burkan-1
El Burkan-1 (volcán en árabe) o Volcano-1 (también escrito Burqan 1) es un misil balístico táctico móvil de corto alcance utilizado por los hutíes en Yemen durante la Guerra civil yemení. Está relacionado con la familia de misiles Scud.

## Historial operativo
El Burkan-1 fue disparado por primera vez el 2 de septiembre de 2016, apuntando a la base aérea Rey Fahad en Taif, y fuentes hutíes afirmaron que fue un impacto exitoso, pero Arabia Saudita afirmó que no hubo daños. El 27 de octubre de 2016, se disparó otro misil, pero fue destruido en el aire por un misil Patriot saudí antes de alcanzar su objetivo. Según la coalición liderada por Arabia Saudita, el objetivo era La Meca, pero según los hutíes, el objetivo era el Aeropuerto Internacional Rey Abdulaziz, cerca de Jeddah. El 28 de julio de 2017, se disparó otro misil con una trayectoria similar y fue interceptado en el aire, lo que llevó a Arabia Saudita a afirmar nuevamente que el objetivo era La Meca y a los hutíes a afirmar que el objetivo era la Base Aérea Rey Fahad.